# Oosterterptocht
De Oosterterptocht is een kanaal in Wieringermeer in de Nederlandse provincie Noord-Holland. Het kanaal loopt van de Robbevaart tot de Waterkaaptocht. De Oosterterptocht stroomt door Wieringerwerf en heeft een lengte van 3 km.